# Robert Morrison (Ruderer)
Robert Erskine Morrison (* 26. März 1902 in Richmond, London; † 19. Februar 1980 in Longstanton, Cambridgeshire) war ein britischer Ruderer. 
Robert Morrison hatte schon in Eton mit Charles Eley, James MacNabb und Terence Sanders zusammen gerudert. Der Vierer ohne Steuermann blieb auch zusammen, als die vier ans Trinity College nach Cambridge wechselten. Die vier Ruderer gewannen von 1922 bis 1924 dreimal bei der Henley Royal Regatta und blieben in diesen drei Jahren unbesiegt. Insgesamt gewann Morrison bis 1925 acht Rennen in Henley. Morrison und Sanders ruderten außerdem 1923 im Boat Race für Cambridge, unterlagen aber dem Boot aus Oxford.
Der Vierer ohne Steuermann aus Cambridge gehörte zu den vier Booten, die bei den Olympischen Spielen 1924 in Paris in dieser Bootsklasse am Start waren, alle vier Boote erreichten das Finale. Die vier Briten siegten mit vier Sekunden Vorsprung vor den Kanadiern und den Schweizern.
Morrison war später als Ingenieur tätig und lebte in verschiedenen Landesteilen, bis er sich in Cambridgeshire zur Ruhe setzte.